# Pete Latzo
Pete Latzo (* 1. August 1902 in Colerain Township, Pennsylvania, USA; † 7. Juli 1968) war ein US-amerikanischer Boxer und von 1926 bis 1927 Weltmeister im Weltergewicht.

## Karriere
Latzo trat gegen die besten Weltergewichtler seiner Zeit an, darunter sein Landsmann und „Hall of Famer“ Mickey Walker, gegen den er am 20. Mai 1926 den Weltmeistergürtel gewann. Im Juni 1927 verlor Latzo diesen Titel an den italienisch-stämmigen US-amerikaner Joe Dundee.
Nach diesem Verlust konnte er nie mehr an frühere Leistungen anknüpfen und trat bis zu seinem Karriereende sowohl im Mittelgewicht als auch im Schwergewicht an. Dabei traf er auf bekannte Boxer wie Jim Braddock, Tommy Loughran und Tiger Blumen.
Latzo wurde in die  New Jersey Boxing Hall of Fame aufgenommen.